# Zwarte dwergral
De zwarte dwergral (Laterallus jamaicensis) is een vogel uit de familie van de Rallen, koeten en waterhoentjes (Rallidae).

## Verspreiding en leefgebied
Deze soort komt voor van de Verenigde Staten en de Grote Antillen tot westelijk Zuid-Amerika en telt vijf ondersoorten op de IOC World Bird List:
- L. j. coturniculus: van het westelijke deel van Centraal-Californië tot Baja California (Mexico).
- L. j. jamaicensis: de oostelijke Verenigde Staten en oostelijk Midden-Amerika.
- L. j. murivagans: westelijk Peru.
- L. j. salinasi: centraal Chili en westelijk Argentinië.
- L. j. tuerosi (junìnral): Peru (wordt door BirdLife International als aparte soort beschouwd, met status bedreigd op de Rode Lijst).

## Status
De grootte van de populatie is in 2020 geschat op 10-50 duizend volwassen vogels. Op de Rode lijst van de IUCN heeft deze soort de status niet bedreigd.